# Leia cuneola
Leia cuneola är en tvåvingeart som först beskrevs av Adams 1903.  Leia cuneola ingår i släktet Leia och familjen svampmyggor.
Artens utbredningsområde är Idaho. Inga underarter finns listade i Catalogue of Life.